# Bor-et-Bar
Bor-et-Bar è un comune francese di 187 abitanti situato nel dipartimento dell'Aveyron nella regione dell'Occitania.

## Società

### Evoluzione demografica
Abitanti censiti